# Fânari (gmina Olari)
Fânari – wieś w Rumunii, w okręgu Prahova, w gminie Olari. W 2011 roku liczyła 461 mieszkańców.